# Lahu (Rakke)
Pour les articles homonymes, voir Lahu.
Lahu  est un village de la Commune de Rakke du Comté de Viru-Ouest en Estonie.
Il est situé à proximité de la frontière entre le Comté de Viru-Ouest et celui de Järva, à quelques kilomètres au Nord de celle avec le Comté de Jõgeva.